# Inter Mediolan w sezonie 1929/1930
Sezon 1929/1930 był 22. sezonem w historii Interu Mediolan. W tym sezonie Associazione Sportiva Ambrosiana zdobył mistrzostwo Włoch, wygrywając inauguracyjne rozgrywki Serie A i tym samym przystąpił do Pucharu Mitropa, w którym dotarła do półfinału.
Najlepszym strzelcem zespołu został Giuseppe Meazza, który zdobył łącznie 38 bramek – 31 bramek w lidze i 7 bramek w Pucharze Mitropy.

## Skład
| Nr | Poz. | Piłkarz             |
| -- | ---- | ------------------- |
|    | BR   | Valentino Degani    |
|    | BR   | Bonifacio Smerzi    |
|    | OB   | Luigi Allemandi     |
|    | OB   | Giovanni Bolzoni    |
|    | OB   | Vincenzo Coppo      |
|    | OB   | Stefano Gallio      |
|    | OB   | Giovanni Gasparini  |
|    | OB   | Guido Gianfardoni   |
|    | OB   | Silvio Pietroboni   |
|    | PO   | Antonio Blasevich   |
|    | PO   | Armando Castellazzi |

| Nr | Poz. | Piłkarz                  |
| -- | ---- | ------------------------ |
|    | PO   | Luigi Ciminaghi          |
|    | PO   | Enrico Rivolta           |
|    | PO   | Luigi Rizzi              |
|    | PO   | Luigi Pedrazzini         |
|    | PO   | Pietro Serantoni         |
|    | PO   | Giuseppe Viani           |
|    | PO   | Umberto Visentin         |
|    | PO   | Giulio Balestrini        |
|    | NA   | Leopoldo Conti (kapitan) |
|    | NA   | Pietro Povero            |
|    | NA   | Giuseppe Meazza          |

## Rozgrywki

### Serie A

#### Tabela
| Lp. | Drużyna           | M  | Z  | R | P  | B+ | B- | +/– | Pkt | Kwalifikacja lub spadek |
| --- | ----------------- | -- | -- | - | -- | -- | -- | --- | --- | ----------------------- |
| 1   | AS Ambrosiana (M) | 34 | 22 | 6 | 6  | 85 | 38 | +47 | 50  | Puchar Mitropa 1930     |
| 2   | Genova 1893       | 34 | 20 | 8 | 6  | 63 | 36 | +27 | 48  | Puchar Mitropa 1930     |
| 3   | Juventus          | 34 | 19 | 7 | 8  | 56 | 31 | +25 | 45  |                         |
| 4   | Torino            | 34 | 16 | 7 | 11 | 52 | 31 | +21 | 39  |                         |
| 5   | Napoli            | 34 | 14 | 9 | 11 | 61 | 51 | +10 | 37  |                         |

#### Mecze
| Serie A 16 października 1929 | Livorno      | 1:2   | Ambrosiana              |                                                 |
|                              | Palandri 60' | (0:2) | 6' Meazza · 31' Rivolta | Villa Chayes, Livorno Sędzia: Giuseppe Turbiani |

| Serie A 213 października 1929 | Pro Vercelli | 1:0   | Ambrosiana |                                            |
|                               | Casalino 23' | (1:0) |            | Foro Boario, Vercelli Sędzia: Cesare Lenti |

| Serie A 320 października 1929 | Ambrosiana                     | 2:1   | Bologna    |                                                             |
|                               | Serantoni 43' · Balestrini 56' | (1:1) | 41' Pilati | Campo Virgilio Fossati, Mediolan Sędzia: Rinaldo Barlassina |

| Serie A 427 października 1929 | Lazio      | 1:1   | Ambrosiana     |                                                        |
|                               | Sbrana 33' | (1:0) | 63' Balestrini | Stadio della Rondinella, Rzym Sędzia: Costante Pessato |

| Serie A 53 listopada 1929 | Ambrosiana                     | 3:2   | Cremonese           |                                                            |
|                           | Meazza 5', 47' · Blasevich 30' | (2:0) | 69', 75' Camisaschi | Campo Virgilio Fossati, Mediolan Sędzia: Domenico Enrietti |

| Serie A 610 listopada 1929 | Milan      | 1:2   | Ambrosiana               |                                              |
|                            | Tansini 6' | (1:1) | 6' Visentin · 60' Meazza | Campo Milan, Mediolan Sędzia: Albino Carraro |

| Serie A 717 listopada 1929 | Ambrosiana                                                  | 6:1   | Padova        |                                                           |
|                            | Meazza 8', 10', 31' · Visentin 11' · Povero 16' · Conti 54' | (5:0) | 55' Perazzolo | Campo Virgilio Fossati, Mediolan Sędzia: Francesco Mattea |

| Serie A 824 listopada 1929 | AS Roma                   | 2:0   | Ambrosiana |                                              |
|                            | Benatti 27' · Ludueña 84' | (1:0) |            | Campo Testaccio, Rzym Sędzia: Giovanni Bruna |

| Serie A 98 grudnia 1929 | Ambrosiana | 1:2   | Triestina                           |                                                  |
|                         | Meazza 13' | (1:1) | 11' (sam.) Gasparini · 65' Pasinati | Campo Virgilio Fossati, Mediolan Sędzia: Girelli |

| Serie A 1015 grudnia 1929 | Alessandria | 1:2   | Ambrosiana                |                                                            |
|                           | Ferrari 25' | (1:1) | 20' Sernatoni · 54' Conti | Campo del Littorio, Alessandria Sędzia: Rinaldo Barlassina |

| Serie A 1122 grudnia 1929 | Pro Patria | 0:0   | Ambrosiana |                                                            |
|                           |            | (0:0) |            | Stadio Carlo Speroni, Busto Arsizio Sędzia: Albino Carraro |

| Serie A 125 stycznia 1930 | Ambrosiana         | 2:1   | Napoli    |                                                              |
|                           | Blasevich 23', 47' | (1:0) | 90' Vojak | Campo Virgilio Fossati, Mediolan Sędzia: Raffaele Mastellari |

| Serie A 1312 stycznia 1930 | Brescia | 0:0   | Ambrosiana |                                                      |
|                            |         | (0:0) |            | Stadium di Viale Piave, Brescia Sędzia: Siro Galassi |

| Serie A 1419 stycznia 1930 | Ambrosiana                     | 3:0   | Torino |                                                          |
|                            | Meazza 4', 55' · Serantoni 68' | (1:0) |        | Campo Virgilio Fossati, Mediolan Sędzia: Giovanni Gonani |

| Serie A 1526 stycznia 1930 | Genova       | 1:4   | Ambrosiana                                     |                                               |
|                            | Banchero 60' | (0:1) | 20' (k.) Rivolta · 47', 84' Meazza · 55' Conti | Campo Marassi, Genua Sędzia: Francesco Mattea |

| Serie A 1716 lutego 1930 | Ambrosiana                                                      | 5:1   | Modena        |                                                          |
|                          | Blasevich 28', 78' · Serantoni 30' · Visentin 54' · Rivolta 71' | (2:0) | 84' Piccaluga | Campo Virgilio Fossati, Mediolan Sędzia: Giuseppe Scarpi |

| Serie A 1823 lutego 1930 | Ambrosiana                                                              | 6:2   | Livorno                      |                                                     |
|                          | Blasevich 15', 70' · Meazza 24', 42' · Rivolta 36' (k.) · Serantoni 75' | (3:2) | 19' Silvestri · 40' Palandri | Campo Virgilio Fossati, Mediolan Sędzia: Carlo Dani |

| Serie A 199 marca 1930 | Ambrosiana                                   | 4:0   | Pro Vercelli |                                                          |
|                        | Blasevich 34' · Meazza 52', 61' · Povero 71' | (1:0) |              | Campo Virgilio Fossati, Mediolan Sędzia: Giovanni Gonani |

| Serie A 2016 marca 1930 | Bologna              | 2:2   | Ambrosiana                    |                                                     |
|                         | Busini 25', 70' (k.) | (1:1) | 23' Serantoni · 81' Blasevich | Stadio Littoriale, Bolonia Sędzia: Francesco Mattea |

| Serie A 1619 marca 1930 | Juventus        | 1:2   | Ambrosiana                |                                                         |
|                         | Della Valle 56' | (0:1) | 32' Meazza · 61' Visentin | Stadio di Corso Marsiglia, Turyn Sędzia: Albino Carraro |

| Serie A 2123 marca 1930 | Ambrosiana                           | 4:2   | Lazio                   |                                                       |
|                         | Blasevich 25' · Meazza 26', 33', 85' | (3:2) | 8' Spivach · 42' Ziroli | Campo Virgilio Fossati, Mediolan Sędzia: Cesare Lenti |

| Serie A 2230 marca 1930 | Cremonese | 0:0   | Ambrosiana |                                                      |
|                         |           | (0:0) |            | Stadio Giovanni Zini, Cremona Sędzia: Carlo Garbieri |

| Serie A 2313 kwietnia 1930 | Ambrosiana         | 2:0   | Milan |                                                           |
|                            | Serantoni 19', 47' | (1:0) |       | Campo Virgilio Fossati, Mediolan Sędzia: Frsncesco Mattea |

| Serie A 2420 kwietnia 1930 | Padova       | 1:2   | Ambrosiana             |                                                 |
|                            | Vecchina 72' | (0:1) | 20' Meazza · 62' Conti | Stadio Silvio Appiani, Padwa Sędzia: Carlo Dani |

| Serie A 2527 kwietnia 1930 | Ambrosiana                                            | 6:0   | AS Roma |                                                          |
|                            | Meazza 1', 2', 3', 40' · Visentin 45' · Blasevich 65' | (5:0) |         | Campo Virgilio Fossati, Mediolan Sędzia: Giovanni Gonani |

| Serie A 264 maja 1930 | Triestina | 1:2   | Ambrosiana                   |                                                  |
|                       | Baldi 79' | (0:1) | 5' Blasevich · 76' Serantoni | Stadio Montebello, Triest Sędzia: Carlo Garbieri |

| Serie A 2718 maja 1930 | Ambrosiana         | 2:0   | Alessandria |                                                         |
|                        | Serantoni 53', 64' | (0:0) |             | Campo Virgilio Fossati, Mediolan Sędzia: Giovanni Bruna |

| Serie A 2825 maja 1930 | Ambrosiana                                                                          | 8:0   | Pro Patria |                                                            |
|                        | Blasevich 27', 88' · Conti 29' · Serantoni 53', 61' · Rivolta 62' · Meazza 69', 79' | (2:0) |            | Campo Virgilio Fossati, Mediolan Sędzia: Raffaele Scorzoni |

| Serie A 2929 maja 1930 | Napoli                          | 3:1   | Ambrosiana    |                                                       |
|                        | Perani 44' · Sallustro 58', 89' | (1:0) | 72' Serantoni | Stadio Giorgio Ascarelli, Neapol Sędzia: Cesare Lenti |

| Serie A 301 czerwca 1930 | Ambrosiana                                                | 5:1   | Brescia          |                                                               |
|                          | Serantoni 14', 41' · Conti 23' · Meazza 69' · Rivolta 89' | (3:0) | 90' (k.) Moretti | Campo Virgilio Fossati, Mediolan Sędzia: Ermenegildo Melandri |

| Serie A 318 czerwca 1930 | Torino                                      | 4:1   | Ambrosiana |                                             |
|                          | Rossetti 4' · Casaro 30' · Imberti 48', 69' | (2:1) | 45' Conti  | Campo Torino, Turyn Sędzia: Giovanni Gonani |

| Serie A 3215 czerwca 1930 | Ambrosiana           | 3:3   | Genova                        |                                                         |
|                           | Meazza 22', 30', 53' | (2:3) | 4', 28' Levratto · 14' Bodini | Campo Virgilio Fossati, Mediolan Sędzia: Albino Carraro |

| Serie A 3329 czerwca 1930 | Ambrosiana            | 2:0   | Juventus |                                                          |
|                           | Viani 32' · Conti 67' | (1:0) |          | Campo Virgilio Fossati, Mediolan Sędzia: Giuseppe Scarpi |

| Serie A 346 lipca 1930 | Modena                | 2:0   | Ambrosiana |                                           |
|                        | Mazzoni 4' · Aimi 15' | (2:0) |            | Ex Velodromo, Modena Sędzia: Cesare Lenti |

### Puchar Mitropa
| Puchar Mitropa ćwierćfinał 15 lipca 1930 | Újpest                    | 2:4   | Ambrosiana                          |                                                            |
|                                          | Avar 11' · Szabó 55' (k.) | (1:2) | 29', 37', 58' Meazza · 77' Visentin | Stadion im. Ferenca Szuszy, Budapeszt Sędzia: Frankenstein |

| Puchar Mitropa ćwierćfinał 20 lipca 1930 | Ambrosiana     | 2:4   | Újpest                                 |                                                       |
|                                          | Meazza 5', 48' | (1:2) | 13', 83' (k.) Spitz · 30', 77' Stofian | Campo Virgilio Fossati, Mediolan Sędzia: Frankenstein |

| Puchar Mitropa ćwierćfinał baraż 31 sierpnia 1930 | Ambrosiana | 1:1   | Újpest   |                                            |
|                                                   | Meazza 63' | (0:0) | 70' Avar | Stadion Neufeld, Berno Sędzia: Paolo Ruoff |

| Puchar Mitropa ćwierćfinał baraż 14 września 1930 | Ambrosiana                                                 | 5:3   | Újpest                      |                                                  |
|                                                   | Conti 25' · Meazza 34', 38' · Serantoni 72' · Visentin 80' | (3:1) | 43', 48' Avar · 85' Stofian | Campo Virgilio Fossati, Mediolan Sędzia: Bauwens |

| Puchar Mitropa półfinał 28 września 1930 | Ambrosiana         | 2:2   | Sparta Praga     |                                                   |
|                                          | Serantoni 27', 65' | (1:2) | 1', 15' Košťálek | Campo Virgilio Fossati, Mediolan Sędzia: Langenus |

| Puchar Mitropa półfinał 12 października 1930 | Sparta Praga                                                                    | 6:1   | Ambrosiana  |                                      |
|                                              | Braine 31', 69' · Castellazzi 49' (sam.) · Silny 50' · Podrazil 72' · Hejma 85' | (1:0) | 87' Ferrero | Generali Arena, Praga Sędzia: Hansel |

## Statystyki

### Mecze i bramki
| Piłkarz             | Serie A | Serie A | Puchar Mitropa | Puchar Mitropa | Suma  | Suma   |
| Piłkarz             | Mecze   | Bramki  | Mecze          | Bramki         | Mecze | Bramki |
| ------------------- | ------- | ------- | -------------- | -------------- | ----- | ------ |
| Valentino Degani    | 29      | 0       | 5              | 0              | 34    | 0      |
| Bonifacio Smerzi    | 5       | 0       | 0              | 0              | 5     | 0      |
| Luigi Allemandi     | 29      | 0       | 6              | 0              | 35    | 0      |
| Giovanni Bolzoni    | 8       | 0       | 4              | 0              | 12    | 0      |
| Vincenzo Coppo      | 3       | 0       | 0              | 0              | 3     | 0      |
| Stefano Gallio      | 1       | 0       | 0              | 0              | 1     | 0      |
| Giovanni Gasparini  | 2       | 0       | 0              | 0              | 2     | 0      |
| Guido Gianfardoni   | 31      | 0       | 2              | 0              | 33    | 0      |
| Silvio Pietroboni   | 1       | 0       | 0              | 0              | 1     | 0      |
| Antonio Blasevich   | 32      | 14      | 6              | 0              | 38    | 14     |
| Armando Castellazzi | 32      | 0       | 6              | 0              | 38    | 0      |
| Luigi Ciminaghi     | 1       | 0       | 0              | 0              | 1     | 0      |
| Enrico Rivolta      | 33      | 6       | 6              | 0              | 39    | 6      |
| Luigi Rizzi         | 2       | 0       | 0              | 0              | 2     | 0      |
| Luigi Pedrazzini    | 1       | 0       | 0              | 0              | 1     | 0      |
| Pietro Serantoni    | 31      | 15      | 6              | 3              | 37    | 18     |
| Giuseppe Viani      | 31      | 1       | 6              | 0              | 37    | 1      |
| Umberto Visentin    | 27      | 5       | 6              | 2              | 33    | 7      |
| Giulio Balestrini   | 9       | 2       | 0              | 0              | 9     | 2      |
| Leopoldo Conti      | 25      | 9       | 5              | 1              | 30    | 10     |
| Pietro Povero       | 9       | 2       | 0              | 0              | 9     | 2      |
| Giuseppe Meazza     | 33      | 31      | 6              | 7              | 39    | 38     |

### Najlepsi strzelcy
| Lp. | Piłkarz           | Serie A | Puchar Mitropa | Suma |
| --- | ----------------- | ------- | -------------- | ---- |
| 1.  | Giuseppe Meazza   | 31      | 7              | 38   |
| 2.  | Pietro Serantoni  | 15      | 3              | 18   |
| 3.  | Antonio Blasevich | 14      | 0              | 14   |
| 4.  | Leopoldo Conti    | 9       | 1              | 10   |
| 5.  | Umberto Visentin  | 5       | 2              | 7    |
| 6.  | Enrico Rivolta    | 6       | 0              | 6    |
| 7.  | Pietro Povero     | 2       | 0              | 2    |
| 7.  | Giulio Balestrini | 2       | 0              | 2    |
| 9.  | Giuseppe Viani    | 1       | 0              | 1    |